# Mała Boruja
Mała Boruja (Mały Borek) (kaszb. Jezoro Môłô Bòrëjô) – jezioro wytopiskowe na Pojezierzu Bytowskim, położone w gminie Bytów, w powiecie bytowskim województwa pomorskiego.
Akwen zajmuje powierzchnię 7 ha. Znajduje się w kierunku północno-zachodnim od Rekowa i wschodnim od Siemierzyckiej Góry.